# Manon des sources (roman)
Pour les articles homonymes, voir Manon des sources.
Manon des sources est le deuxième tome de L'Eau des collines, diptyque romanesque de Marcel Pagnol publié en 1962 ; c'est la suite de Jean de Florette. Ce roman est inspiré du scénario du film éponyme de Pagnol qui précède la publication du livre de plus d'une décennie.

## Résumé
Ugolin prospère sur la terre de Jean de Florette, les Romarins, acquise par son parrain Papet et lui, grâce à des manœuvres immorales. Manon, la fille de Jean de Florette, est devenue bergère et vit dans les collines, évitant les contacts avec les villageois. Le Papet, vieillissant, somme son neveu de se marier et d'avoir des enfants. Ugolin, qui a aperçu Manon, en est tombé amoureux. Mais Manon, connaissant le rôle criminel joué par Ugolin dans l'échec et la mort de son père, le repousse, d'autant plus qu'elle s'éprend de Bernard Olivier, le jeune instituteur du village. Elle surprend une conversation entre deux villageois et comprend que tous savaient qu'il y avait une source aux Romarins.
Avide de vengeance, elle découvre par hasard le petit lac souterrain d'où provient la source qui alimente le village, et bouche l'ouverture. La panique se répand dans le village et lors d'un sermon, le curé fait comprendre qu'il sait (sans doute grâce à une confession) que les villageois ont porté préjudice au défunt Jean de Florette. L'instituteur, invitant les villageois à un pot pour son anniversaire, a invité aussi Manon. Le village ne parle que du sermon du curé et on commence à accuser Ugolin et le Papet qui se défendent malgré les révélations de Manon. Un témoin inattendu se présente et confirme les dires de Manon. Ugolin, désespéré, propose de racheter ses fautes en offrant tous ses biens à Manon si elle l'épouse. Elle le rejette et il comprend qu'elle aime l'instituteur.
Ugolin se suicide. Manon, aidée de l'instituteur, rétablit le cours de l'eau, au grand soulagement des villageois qui croient à un miracle.
Les deux jeunes gens se marient et ont un enfant.
En discutant avec une vieille amie revenue au village, le Papet comprend que Jean était son fils, Florette étant tombée enceinte juste avant qu'il parte faire son service militaire en Afrique. Elle lui avait tout dit dans une lettre qui s'est hélas égarée. Ne pouvant faire face à la situation seule, elle avait épousé le premier venu. Rongé de remords, le Papet meurt peu de temps après la nuit de Noël. Le lendemain matin, alors qu'elle se remet de la naissance de son premier fils, Manon reçoit la dernière lettre du Papet qui lui explique toute l'histoire, lègue à son arrière-petit-fils la fortune des Soubeyran et signe « Ton grand-père, César Soubeyran ».

## Adaptation

### Cinéma
- Jean de Florette par Claude Berri en 1986[n 1].
- Manon des sources par Claude Berri en 1986